# Архелай (пьеса)
«Архелай» (др.-греч. Ἀρχέλαος) — трагедия древнегреческого драматурга Еврипида, написанная в последние годы его жизни, во время пребывания в Македонии (408—406 годы до н. э.). Её текст утрачен за исключением единственного папирусного отрывка.
Заглавный герой пьесы — Архелай Теменид, персонаж греческой мифологии, аргивянин и потомок Геракла, считавшийся основателем города Эги (первой столицы Македонии) и предком македонских правителей из династии Аргеадов. Такой выбор темы явно был продиктован желанием прославить царя Архелая, покровителя Еврипида, рассказав о его греческом происхождении. Американский исследователь Юджин Борза пишет в связи с этим об «изобретении мифического Архелая», но возможно и использование драматургом местных македонских легенд. Известно, что об аргосской генеалогии Аргеадов говорили ещё во времена Геродота.
Существует предположение, что Псевдо-Гигин в своей «фабуле» об Архелае пересказывает содержание пьесы Еврипида. Он пишет, что Архелай, изгнанный из Аргоса братьями, согласился помочь македонскому царю Киссею в его войне с врагами, и за это ему были обещаны рука царской дочери и всё царство. Теменид победил в первой же битве, но Киссей, попав под влияние злых советников, решил его погубить. Он приготовил ловушку — яму с раскалёнными углями, покрытую сверху тонким слоем хвороста. Архелай узнал о замысле царя и сам сбросил его в эту яму. После этого он скитался по Македонии, пока коза не указала ему место для основания города, получившего название Эги.
Первая постановка пьесы могла пройти в городе Диона недалеко от Олимпа: именно там в эпоху царя Архелая проходили драматические и музыкальные состязания, хотя театр в этом городе появился позже. Советский биограф Еврипида Т. Гончарова уверенно пишет, что «Архелая» поставили именно в Дионе. Юджин Борза отмечает, что ко времени правления Филиппа II аналогичные празднества проходили и в Эгах, и констатирует, что надёжных данных по этому вопросу нет.